# Joseph Molinas
Joseph Tyson Molinas, né le 6 mai 1999, est un joueur de pétanque français. 

## Biographie
Il est droitier et se positionne en tireur. 

## Clubs
- ?-? : Pétanque de Nîmes (Gard)
- ?-? : Canuts de Lyon (Rhône)

## Palmarès[2]

### Jeunes

#### Championnats du Monde
Champion du Monde
- Triplette Juniors 2015 (avec Vincent Azevedo, Dylan Djoukith et David Doerr) :  Équipe de France

#### Championnats d'Europe
Champion d'Europe
- Triplette -18 ans 2014 (avec David Doerr, Maxime James et Dylan Djoukitch) :  Équipe de France
- Tir de précision -18 ans 2014 :  Équipe de France
- Triplette -18 ans 2016 (avec Delson Boulanger, Lucas Desport et Théo Ballière) :  Équipe de France
- Tir de précision -18 ans 2016 :  Équipe de France
- Triplette Espoirs 2017 (avec David Doerr, Valentin Boris et Kenzo Dubois) :  Équipe de France
- Triplette Espoirs 2018 (avec Ligan Doerr, Kenzo Dubois et Lucas Desport) :  Équipe de France

#### Championnats de France
Champion de France
- Triplette Minimes 2010 (avec Fernand Dubois et Jacques Dubois) : Pétanque de Nîmes

#### Mondial La Marseillaise
Vainqueur en jeunes
- 2010 (avec Jacques Dubois et Fernand Dubois)
- 2014 (avec Fernand Dubois et Dayron Schutt)

### Séniors

#### Coupe d'Europe des Clubs
Vainqueur
- 2019 : Canuts de Lyon[3]

#### Championnats de France
Champion de France
- Tête à tête 2017 : Canuts de Lyon

Finaliste
- Doublette mixte 2018 (avec Mouna Beji)[4] : Canuts de Lyon

#### Coupe de France des clubs
Vainqueur
- 2019 : Canuts de Lyon[5]

#### Mondial de Millau
Vainqueur en Tête à Tête
- 2014

#### PPF
Vainqueur
- 2018 (avec Angy Savin et Kévin Malbec)

#### Mondial La Marseillaise
Vainqueur
- 2018 (avec Jean-Michel Puccinelli et Antoine Dubois)
- 2022 (avec Ligan Doerr et Antoine Dubois)